# 戈亚斯州上帕拉伊索
戈亚斯州上帕拉伊索（葡萄牙語：Alto Paraíso de Goiás）是巴西戈亚斯州的一个市镇。总面积2593.885平方公里，总人口7652人，人口密度3人/平方公里。